# Pizzo Rotondo (Cantone Ticino)
Il Pizzo Rotondo di 3.192 m s.l.m. è la cima più alta dell'omonimo gruppo, sito nelle Alpi Lepontine.

## Descrizione

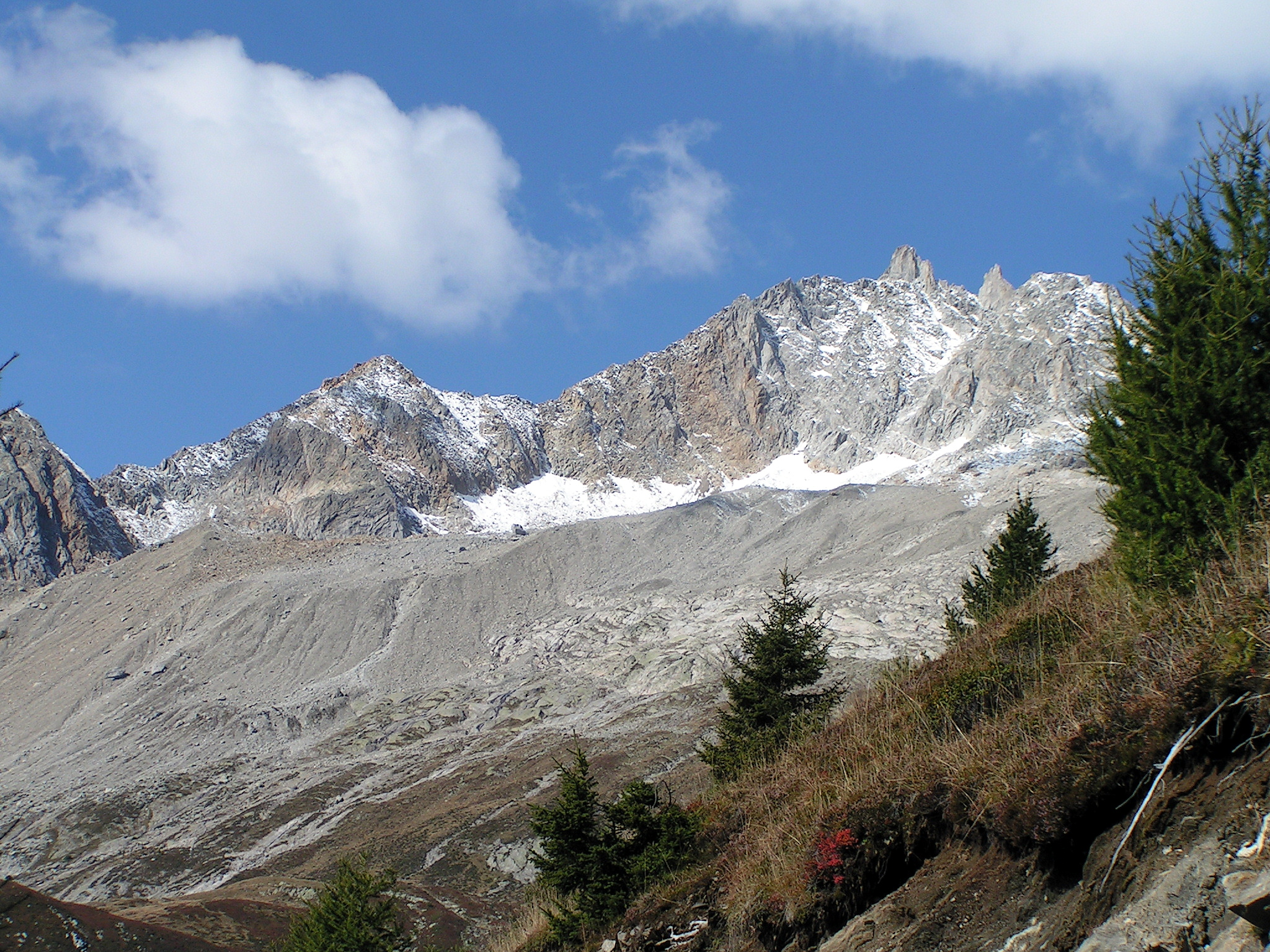
Versante Sud

Occupa una buona parte del lato settentrionale della Val Bedretto nel versante sud e le valli Geretal nel Canton Vallese e la Witenwasseren nel Canton Uri nel versante nord.
Geologicamente il gruppo è costituito in gran parte da granito del Rotondo, eccellente roccia che permette le migliori arrampicate del Canton Ticino. L'ambiente è tipicamente alpino con ardite pareti e frastagliatissime creste, con alcune vette oltre i 3.000 m. Importanti sono anche alcuni ghiacciai che si estendono in particolare nella parte settentrionale.
La cima del Pizzo Rotondo è uno spartiacque molto interessante:
- a nord le acque fluiscono nel fiume Reno
- a sud le acque fluiscono nel fiume Po
- a ovest le acque fluiscono nel fiume Rodano